# سوزوکی جیمنی
سوزوکی جیمنی (Suzuki Jimny) خودروی مینی اس یووی آفرود است که توسط شرکت خودروسازی ژاپنی سوزوکی از سال ۱۹۷۰ تا کنون تولید شده‌است. این خودرو در نسل آخر خود که در بازار ایران موجود است دارای دو مدل ۲ در و ۴ در است این خودرو در ۴ نسل تولید شده است و قابلیت افرودی هم دارد  حجم موتور این خودرو ۱۴۶۱ سی سی است